# Peacemaker (DC Comics)
Peacemaker, il cui vero nome è Christopher Smith, è un personaggio originariamente di proprietà dalla Charlton Comics ed in seguito acquisito da DC Comics, creato da Joe Gill e da Pat Boyette, è apparso per la prima volta in Fightin' 5 n. 40 (novembre 1966).

## Biografia del personaggio
L'identità segreta di Peacemaker è Christopher Smith, un diplomatico pacifista così impegnato per la pace che non disdegnava di usare la forza da supereroe, per portare avanti la causa, usando una serie di armi speciali, ma non mortali. Fondò inoltre il Pax Institute. La maggior parte dei criminali che affronta sono dittatori e signori della guerra.
Smith in seguito comprende che i suoi sforzi di arrivare alla pace attraverso la violenza erano la conseguenza dalla vergogna e del senso di colpa di avere avuto un comandante di un campo di sterminio nazista come padre. Difatti crede che lo spirito di suo padre lo perseguiti continuamente e che lo critichi per ogni mossa, anche quando cerca di scordare il suo passato.
Diventando un vigilante particolarmente letale che uccide al più piccolo avviso, inizia a credere che i fantasmi delle persone che ha ucciso, o che sono state uccise nelle sue vicinanze, vengano raccolti all'interno del suo elmetto e gli possano fornire consigli e commenti. Per un periodo, Peacemaker lavora come agente governativo degli Stati Uniti sotto gli auspici della Checkmate, un'unità di forza speciale. Smith diede la caccia ai terroristi finché la Checkmate riconobbe il suo comportamento troppo estremo. Alla fine si schiantò con un elicottero per distruggere dei carri armati controllati dal supercriminale Eclipso, per cui venne creduto morto.
Ritroviamo la sua anima in Purgatorio nella serie Day of Judgement. Un gruppo di eroi compare per recuperare l'anima di Hal Jordan. I guardiani del Purgatorio non gradiscono quest'irruzione e Peacemaker, insieme ad altri vigilanti morti, si riprende e distrae i guardiani in modo tale che il gruppo possa tornare sulla Terra.

## Altre versioni

### JLI Peacemaker
Un altro operativo che utilizza il nome Peacemaker apparve una sola volta, in Justice League International (vol. 2) n. 65, come membro dei "League-Busters".

### Mitchell Black
Mitchell Black, è un chirurgo, reclutato dal "Peacemaker Project", un'organizzazione non affiliata col Pax Institute e con il "Project Peacemaker" del governo degli Stati Uniti. Black riappare nella miniserie dal titolo L.A.W. (Living Assault Weapons), dove si riunisce agli altri eroi acquistati dalla Charlton. Sembra che sia stato ucciso dal supercriminale Prometheus in Crisi Infinita n. 7.

### Peacemaker inBlue Beetle
Un'altra apparizione isolata nella serie attuale di Blue Beetle ha richiesto sia il nome di Black che l'identità di Peacemaker, entrambi confermati da alcuni indizi, il più importante dei quali è caduto poco prima della sua morte, come la sua catchphrase "ama la pace così tanto, che ucciderebbe per essa", un ossimoro pronunciato da La Dama per definirlo. Tuttavia, privato del suo elmetto tradizionale, venne mostrato mentre usava l'identità di 'Mitchell Black' prima di riusare il suo vecchio nome. Un anno prima del suo incontro con Jamie, durante uno scontro con l'Intergang, si ritrova in una piramide bialyana, la stessa in cui Dan Garrett aveva, anni prima, trovato lo scarabeo. Mentre si trovava lì venne in contatto accidentalmente con una tecnologia aliena che gli aveva dato la capacità di ricevere mentalmente il database dello scarabeo, spiegando l'incapacità del Reach di controllare Garrett e Reyes.

### Kingdom Come
Peacemaker compare brevemente in dei flashback nel crossover di Alex Ross e Mark Waid Kingdom Come, come membro del Justice Battalion di Magog, insieme al resto degli 'Action Heroes' della Charlton. Qui, indossa un completo che ricorda molto quello di Boba Fett. Apparentemente viene ucciso con gli altri membri del gruppo quando Capitan Atom esplode.

## Altri media

### DC Extended Universe e DC Universe

Peacemaker interpretato da John Cena in The Suicide Squad - Missione suicida (2021)

Christopher "Chris" Smith / Peacemaker compare nel media franchise del DC Extended Universe (DCEU), interpretato dal wrestler John Cena, Cena ha ripreso il ruolo nel reboot del franchise, il DC Universe (DCU).
- Compare per la prima volta come uno dei due antagonisti secondari nel film del DCEU The Suicide Squad - Missione suicida (2021), Si presenta come un folle e spietato pacifista che vuole ottenere la pace ad ogni costo, arrivando ad uccidere donne e bambini per ottenerla: addestrato fin dalla nascita da suo padre, egli è diventato un assassino formidabile ed è uno dei membri più letali della squadra. È ispirato alle incarnazioni cinematografiche di Capitan America degli anni 70. Selezionato per una missione a Corto Maltese, sviluppa un'accesa rivalità col leader Bloodsport, ma ha comunque modo di legare con gli altri compagni della Squadra Suicida rivedendosi nelle loro esperienze da outsider. Nonostante ciò si scopre in seguito che Peacemaker è stato segretamente ingaggiato da Amanda Waller per sbarazzarsi delle prove del coinvolgimento americano negli esperimenti sull'alieno Starro. Dopo che il colonnello Rick Flag, leader della squadra, si prepara a diffondere le prove Peacemaker lo affronta e riesce ad ucciderlo al termine di un arduo scontro, provando tuttavia dei sensi di colpa a causa della sua stima per il colonnello. Successivamente egli si prepara ad eliminare anche l'amica Ratcatcher II perché testimone della morte di Flag, ma viene affrontato dal rivale Bloodsport che lo sconfigge colpendolo alla gola dopo un duello in stile western. Nella scena dopo i titoli di coda viene mostrato ancora vivo ma in coma e sorvegliato dagli uomini di Waller.[9] Cena ha descritto il personaggio come un Capitan America antipatico ed inoltre Gunn ha basato il personaggio nel film per essere una critica all'America.
- John Cena riprende il suo ruolo come protagonista della prima e unica serie televisiva del DCEU, la prima stagione di Peacemaker, distribuita su HBO Max. Nella serie si apprende di più sul passato di Christopher Smith: figlio del supercriminale suprematista Auggie Smith / Drago Bianco, il giovane Chris venne costretto ad uccidere fin dall'infanzia, trovando conforto solo nella figura del fratello maggiore Keith. La sua vita subì una svolta drammatica quando, durante una rissa organizzata da suo padre, Chris uccise accidentalmente Keith colpendolo troppo forte alla testa: mentre suo padre finì per odiarlo per questo (nonostante fosse stato proprio lui a provocare il figlio invitandolo a colpire più forte) il bambino venne preso fortemente da tutti i suoi peccati e per superarli scelse di dedicare tutta la sua vita alla protezione della pace, diventando così Peacemaker. Nel presente Smith viene reclutato a seguito degli eventi di Corto Maltese in una versione non ufficiale della Task Force X, incaricata di prevenire l'invasione aliena di una misteriosa specie parassitaria nota come "le farfalle": al gruppo, composto dal leader Clemson Murn (che si rivelerà essere a sua volta una farfalla), dalla cinica Emilia Harcount, dall'insicuro John Economos e dall'inesperta Leota Adebayo, si aggiungono presto l'aquila domestica Eagly, fedele aiutante di Chris, e il folle Vigilante, vigilante convinto di essere il miglior amico di Peacemaker. Nel corso della serie Chris inizia a provare forti sensi di colpa per aver ucciso Rick Flag e a chiedersi se sia legittimo uccidere per la pace, stringendo al contempo un forte legame coi suoi compagni. Durante la missione l'improvvisato supereroe si ritrova ad affrontare vari nemici: la regina delle farfalle, Eak Stack Ik Ik, che catturerà trasformandola nel suo animale domestico; Judomaster, mercenario assunto dalle farfalle con cui instaura un'accesa rivalità; e infine lo stesso Drago Bianco, che dopo essere stato incastrato per un omicidio commesso da Peacemaker sviluppa il desiderio di uccidere il figliastro. Dopo vari scontri con le farfalle la regina viene accidentalmente liberata dal Vigilante e si impossessa della detective Sophie Song (venuta ad arrestare Christopher dopo aver collaborato con riluttanza con suo padre), procedendo poi col trasformare tutti i poliziotti della città in farfalle: in quest'occasione Peacemaker ha modo di apprendere che Adebayo, la figlia della cinica e inaffidabile Amanda Waller, lo ha tradito inserendo un diario in casa sua che lo avrebbe accusato di tutti i delitti commessi dalla squadra. Furibondo Peacemaker si allontana dal gruppo ma viene attaccato dal Drago Bianco, riuscendo a sconfiggerlo grazie all'aiuto del Vigilante, Eagly ed Economos: rendendosi conto degli abusi violenti che il padre ha perpetrato nei suoi confronti, Chris lo pesta a sangue e lo uccide. Riconciliatosi con la squadra, Peacemaker affronta insieme ai compagni le farfalle nella battaglia finale: la regina, affezionatasi a lui, prova a convincerlo a passare dalla loro parte mostrando come il loro piano sia quello di prendere il controllo degli uomini al potere per rendere il mondo un mondo migliore, ma Peacemaker riesce a superare la propria ossessione per la pace scegliendo di fare la cosa giusta, permettendo ad Adebayo di uccidere la "mucca" che procurava alle farfalle il loro nutrimento. Completata la missione, Peacemaker scioglie la squadra, diventando un eroe per l'opinione pubblica grazie ad Adebayo che lo scagiona rivelando l'esistenza della Task Force X ai media. Ritornato a casa Chris vive pacificamente con Eagly e con la sconfitta Eak Stack Ik Ik, iniziando però a vedere il fantasma del suo violento padre come allucinazione per via dei sensi di colpa scatenati dalla sua uccisione.[10]
- Compare come cameo nella serie animata del DCU Creature Commandos (2024).
- Ritorna con un altro cameo nel film del DCU Superman (2025).

### Televisione
- Peacemaker compare nuovamente nell'anime Suicide Squad Isekai.

### Videogiochi
- Christopher Smith e Mitchell Black appaiono nel gioco Scribblenauts Unmasked: A DC Comics Adventure.
- Christopher Smith / Peacemaker nella sua versione cinematografica e televisiva, interpretato da John Cena, appare come personaggio giocabile in versione DLC nel videogioco Mortal Kombat 1 (contenuto nel primo Kombat Pack). Lo spietato vigilante, mentre combatte contro i nemici sul suo pianeta natale, viene misteriosamente trasportato nel Regno Esterno (una dimensione alternativa di Liu Kang), dove incontra a faccia a faccia con il Generale Shao (una nuova versione di Shao Kahn), Shang Tsung, Quan Chi e Reiko, promettendo di ucciderli senza pietà e portare la pace.